# Grobosinc
Grobosinc (horvátul: Grubišno Polje, csehül: Hrubečné Pole) város és község Horvátországban Belovár-Bilogora megyében.

## Fekvése
Belovár központjától légvonalban 34, közúton 38 km-re délkeletre, a Bilo-hegység délnyugati lejtőin fekszik. Itt halad át a barcsi határátkelőtől a Stara Gradiška-i határátkelőig vezető D5-ös számú főútvonal, mely a várost bekapcsolja az ország közlekedése hálózatába. Egyúttal fontos tranzitútvonal Magyarország és Bosznia-Hercegovina között. A község területe 269 km2, ezzel a megye legnagyobb területű községe, a megye területének 10,18%-át teszi ki. Északkeleten a Bilo-hegység magaslatai, délnyugaton az Ilova-folyó határolja.

## A község települései
A községhez Dapčevićki Brđani, Dijakovac, Donja Rašenica, Gornja Rašenica, Gerbavác, Grobosinc, Ivanovo Selo, Kisbarna, Lončarica, Mala Dapčevica, Mala Jasenovača, Mala Peratovica, Mali Zdenci, Munije, Nagybarna, Orlovac Zdenački, Poljani, Rastovac, Treglava, Turčević Polje, Velika Dapčevica, Velika Jasenovača, Velika Peratovica és Veliki Zdenci települések tartoznak.

## Története

### Őskor
Az emberi jelenlét első nyomai a község területén a kőkorszakból származnak. A Nagybarnától északra fekvő mezőn és a Grobosinc melletti Obrova erdőben több őskori kerámia és töredékei kerültek elő. Az elemi iskola gyűjteményében kőkések, szekercék, árak, kisebb-nagyobb kőnehezékek találhatók. Nagybarna Krševina nevű településrészén egy nagyobb rézkori település volt, itt az i. e. 1900 és 1800 között virágzott vučedoli kultúra és az i. e. 1200 körüli halomsíros kultúra emlékei kerültek elő.

### Ókor
A római hódítás előtt ezt a vidéket egy illír-kelta törzs, az iassik lakták. A rómaiak a pannóniai illír felkelés leverése után 9-ben kerítették teljesen hatalmukba területét. A római uralom jelentős gazdasági és infrastrukturális fejlődést eredményezett. Ekkor épült meg az a római út, mely Verőce irányából az akkori Sisciába (Sziszek) vezetett. A kora középkori dokumentumok az akkori Rachicha (a mai Rašenica) területén említik a római korból fennmaradt „via antiqua" és „via magna" utakat. A két út Veliki Zdencinél, Crni Lugnál ágazott el, ahol a 2. századtól település volt. Ezt támasztja alá az a tény, hogy 1899-ben Rašenicán az út árkának ásása alkalmával római pénzek és a 4. századból származó üvegtöredékek kerültek elő.

### Középkor
A Római Birodalom bukása után a térségben erőteljes lakosságcsere ment végbe, bár ez a részben hegyes, részben mocsaras terület nem volt alkalmas nagyobb település alapítására, így sokáig puszta volt. Az első szláv nyelvű lakosság 570 és 610 között jelent itt meg, az első szláv település pedig 750 körül alakult ki. A 8. század végéig avar uralom volt, majd az első szlavón herceg Ljudevit Posavski („Liudewit") uralma alá került, aki 819 és 822 között háborút vívott a frankokkal. A pannóniai horvát hercegség bukása után a Dráva és a Száva folyók közötti területtel együtt előbb a frankok, majd a 10. század elején az újonnan megalapított Horvát Királyság uralma alá került. A térség 11. század végétől állt a magyar-horvát királyok uralma alatt, melyet a Kálmán király és a horvát nemesség közötti megállapodás a „pacta conventa” erősített meg. A tatárjárást követően királyaink nagymértékű várépítésbe kezdtek. 1272-ben említik először a mai Zdenci határában állt „Izdench” várát. 1478-ban ebben a várban ülésezett a horvát szábor a török elleni védelemről és az ezzel kapcsolatos kötelezettségekről.
Grobosinc neve 1457-ben az Újlakiak birtokaként bukkan fel az írásos forrásokban. Plébániáját 1495-ben említik először, ebben az okiratban a település „Grobosincz” néven szerepel. 1501-ben „Grobosyncz” Mihály nevű plébánosát említik.

### Török uralom
1552-ben több mint száz évig tartó ismétlődő támadások után a török elfoglalta a közeli Verőce várát, majd rögtön ezután Zdencit is és tovább támadt nyugat felé. Grobosinc a Török Birodalom határterületén, többnyire a senkiföldjén feküdt, mely gyakran ki volt téve mindkét fél támadásainak. A pakráci szandzsák részét képező Zdenci („Szdenay”) várában 10 lovas és 99 gyalogos katonából álló őrség állomásozott, a környező terület pedig pusztaság volt. Ebben az időszakban települtek le itt az első pravoszláv vallású vlachok, akik főként Hercegovina és a Szandzsák területéről érkeztek. Közülük sokan iszlamizálódtak. 1684-ben a török Bécs alatti nagy veresége után elveszítette Verőce várát is, majd Szentgyörgyvárnál újabb vereséget szenvedett, így a muzulmán lakosság Boszniába húzódott vissza. Miután 1689-ben Pozsega is felszabadult a térségbe elérkezett a béke időszaka.

### Az osztrák uralom alatt
A török távozása után a község területe majdnem teljesen lakatlan volt és rengeteg szántóföld maradt műveletlenül. Ezért a bécsi udvar elhatározta, hogy a földeket a betelepítendő határőrcsaládok között osztja fel. Az első betelepülő családok 1698-ban érkeztek Lika, Bosznia, a horvát Tengermellék, Imotski és kisebb számban az Isztria területéről. Újjászervezték a közigazgatást is. Létrehozták a katonai határőrvidéket, mely nem tartozott a horvát bánok fennhatósága alá, hanem osztrák és magyar generálisok irányításával közvetlenül a bécsi udvar alá tartozott.
A települést 1774-ben az első katonai felmérés térképén „Dorf Grubisno Polie” néven találjuk. A katonai közigazgatás idején a szentgyörgyvári ezredhez tartozott. Lipszky János 1808-ban Budán kiadott repertóriumában „Grubisnopolye” néven szerepel. Nagy Lajos 1829-ben kiadott művében „Grubisnopolye” néven 169 házzal, 204 katolikus és 604 ortodox vallású lakossal találjuk.
Amint az Meršić plébános naplójából kiderül 1825-ben Pejačević gróf hívására csehek telepedtek le ezen a vidéken. A gróf ugyanis eladta morvaországi birtokait és itt, a Bilo-hegység alatt vásárolt magának több földbirtokot. Hamarosan létre is jött Grobosinc közelében az első cseh falu „Johannisdorf”, a mai Ivanovo Selo. A bécsi hatóságok 107 cseh család számára engedélyezték, hogy házakat építsenek a mocsaras területen, melyet a földművelés céljára előzőleg lecsapolnak. 1888-ban még 50 cseh és néhány magyar család is érkezett. Így Grobosinc Daruvár mellett a cseh nemzeti kisebbség egyik horvátországi központja lett. A 19. században a csehek mellett még főként németek és szerbek éltek itt. A Belovár – Gerzence – Grobosinc vasútvonalon 1913. június 11-én indult meg a vasúti forgalom. A vasútvonal 1968-ig üzemelt, amikor gazdasági okokból megszüntették.
A katonai közigazgatás megszüntetése (1871) után Magyar Királyságon belül Horvát–Szlavónország részeként, Belovár-Kőrös vármegye Grubisno Poljei járásának székhelye volt. 1857-ben 970, 1910-ben 2.229 lakosa volt. 1910-ben a népszámlálás adatai szerint lakosságának 36%-a szerb, 28%-a horvát, 17%-a magyar, 13%-a cseh anyanyelvű volt.

### A Jugoszláv Királyság idején
Grobosinc az első világháború után 1918-ban az új szerb-horvát-szlovén állam, majd később (1929-ben) Jugoszlávia része lett. 1920 kora őszén a térségben parasztfelkelés tört ki a belgrádi hatalom ellen. A felkelés közvetlen oka az volt, hogy Horvátországra is kiterjesztették azt a szerbiai rendelkezést, hogy a teljes igásállat állományt katonai nyilvántartásba vételezzék és megbélyegezzék. A lakosság körében elterjedt, hogy a katonaság elveszi a marhaállományt. Az első összetűzés a parasztok és a rendfenntartó erők között 1920. szeptember 2-án történt Ivanovo Selon, majd csakhamar kiterjedt Grobosinc, Gerzence, Csázma, Nagypisznice és más községek területére. A felkelést végül Lekenik mellett verte le a katonaság. Az összecsapásnak számos halottja és sebesültje volt. Mintegy száz parasztot Zágrábba hurcoltak, ahol megkínozták és elítélték őket. A felkelés az egyik legsúlyosabb konfliktus volt a horvát parasztság és a jugoszláv királyság államhatalmi képviselőinek összeütközései között.

### A II. világháború
A község 1941 és 1945 között a németbarát Független Horvát Államhoz tartozott. Itt is létrehozták az usztasa központot, mely a község területén szervezte a kis számú zsidó lakosság összegyűjtését és koncentrációs táborokba hurcolását. A szerb lakosság többsége királypárti volt és a csetnikekhez csatlakozott, akik a község keleti részén tevékenykedtek. Az usztasák sok szerbet foglyul ejtettek és táborokba zártak. A különösen veszélyesnek tartott elemeket a Pag szigetén létesített munkatáborba vitték. A cseh, magyar és német lakosság többségben támogatta az új államhatalmat. Már 1941-ben megalakultak az első partizán egységek is, melyekhez szerb, horvát és cseh antifasiszták csatlakoztak. Gyakran a korábbi királyi katonaságból szervezték őket a bilogorai falvak kommunistáinak támogatásával. A háború idején 368 volt a községben az elesettek száma, mely közvetlenül a háború után még 187-tel nőtt.
A község háború után a szocialista Jugoszláviához tartozott. 1991-től a független Horvátország része. 1991-ben Grobosinc lakosságának 38%-a horvát, 37%-a szerb, 9%-a cseh, 7%-a jugoszláv, 4%-a magyar nemzetiségű volt. 2011-ben a városnak 2.917, a községnek összesen 6.478 lakosa volt.

## Lakossága
| Lakosság változása | Lakosság változása | Lakosság változása | Lakosság változása | Lakosság változása | Lakosság változása | Lakosság változása | Lakosság változása | Lakosság változása | Lakosság változása | Lakosság változása | Lakosság változása | Lakosság változása | Lakosság változása | Lakosság változása | Lakosság változása |
| ------------------ | ------------------ | ------------------ | ------------------ | ------------------ | ------------------ | ------------------ | ------------------ | ------------------ | ------------------ | ------------------ | ------------------ | ------------------ | ------------------ | ------------------ | ------------------ |
| 1857               | 1869               | 1880               | 1890               | 1900               | 1910               | 1921               | 1931               | 1948               | 1953               | 1961               | 1971               | 1981               | 1991               | 2001               | 2011               |
| 970                | 1.202              | 1.544              | 1.703              | 1.873              | 2.229              | 2.238              | 2.262              | 2.381              | 2.591              | 2.655              | 2.741              | 3.060              | 3.501              | 3.171              | 2.917              |

## Nevezetességei
- Szent József tiszteletére szentelt római katolikus plébániatemploma[7] 1782-ben épült. A templom a város központjában áll. Egyhajós, késő barokk – klasszicista épület félköríves apszissal, a nyugati főhomlokzat fölé emelkedő barokk harangtoronnyal. A templomot belül 1905-ben Rojnik bécsi akadémiai festőművész festette ki. Berendezése tiroli stílusú, a 20. század elejéről származik, amikor a templomot teljesen megújították.
- Szent György tiszteletére szentelt pravoszláv temploma[8] 1773 és 1775 között épült. 1820-ban és a második világháborút követően megújították. A templom a Verőce felé vezető út mellett áll, eléggé rossz állapotban, de felújítása folyamatban van. A település első pravoszláv temploma még a 18. század elején épült a grobosinci határban, messze a település központjától. Helyette építették Jovan Đorđević metropolita közbenjárására Mária Terézia császárnő engedélyével a mai templomot. A pravoszláv temetőben egykor egy Konstantin császár és Szent Ilona császárné tiszteletére szentelt kisebb templom is állt. Ez a templomocska a II. világháborúban semmisült meg.
- Védett kulturális emlék a Braće Radić utca 28. szám alatti, 1860 és 1870 között épített emeletes hombár.[9] Alapjai téglából, míg a földszint és az emelet vízszintesen egymásra helyezett deszkákból épült. A homlokzat előterében kis nyitott előcsarnok található.

## Gazdaság
A helyi gazdaság alapja hagyományosan a mezőgazdaság. Az iskola udvarán 2003-ban rendezték meg először a gazdasági vásárt, mely az első évben nagyon sikeres volt, később azonban az érdeklődés visszaesett. Ezért a szervezők úgy döntöttek, hogy 2006-tól sajtvásárként rendezik meg az eseményt. A kétnapos vásárt kulturális és művészeti programokkal színesítik.

## Kultúra
- Daruvár után Grobosincon található az ország területén a legnagyobb számú cseh nemzeti kisebbség. Kétnapos aratási ünnepségük a „Dožínky”, melyet 1925 óta minden alkalommal más cseh településen rendeznek meg.
- Az 1960-as évektől az 1990-es évek végéig rendezték meg itt az ország versmondóinak találkozóját.
- A helyi kulturális élet fő szervezője a dr. Franjo Tuđman kulturális és információs központ. A központ keretében folklór együttes, színjátszó társulat, alkotóműhely működik. Zenei programokat, tanfolyamokat rendeznek, melyek támogatója a város önkormányzata. A központ több tevékenységének szponzorai a kulturális minisztérium és a város turisztikai egyesülete.
- A Mato Lovrak városi könyvtár több mint 33 ezer kötettel rendelkezik. Emellett említésre méltó a könyvtár CD, DVD és videókazetta állománya. Elődjét a helyi olvasókört még 1881-ben alapították. A könyvtár mai épületét 1948-ban építették, 2009-ben bővítették.
- A helyi magyarok kulturális egyesületét Grbavac székhellyel 2003. június 12-én alapították. Itt rendezték be faluházukat, ahol mintegy hétszáz egykori használati tárgyat gyűjtöttek össze, közülük sok több mint száz éves. Rendezvényeiken mintegy kétszázan gyűlnek össze, hogy hagyományaikat ápolják. 2013-ban alapított gyermek tánc és énekkaruk, színjátszó csoportjuk és tamburazenekaruk Horvátország és Magyarország területén számos rendezvényen lépett már fel.

## Oktatás
- A helyi oktatás kezdetei még a katonai közigazgatás idejére nyúlnak vissza. Ennek megszűnése 1871 után a német nyelvű oktatást a horvát nyelvű váltotta fel. 1956-ban az iskola új épületbe költözött, majd 1960-ban Lazo Tihomirović nevét vette fel. Az 1970-es években az iskolának még 12 területi iskolája működött összesen mintegy 1650 tanulóval. Ezekből az 1990-es évekre mindössze kettő, Veliki Zdenci és Ivanovo Selo maradt. 1991-ben az iskola a falu nagy jótevőjének Ivan Nepomuk Jemeršićnek (1846-1938) a nevét vette fel, aki plébánosként és országgyűlési képviselőként sokat tett a település felvirágoztatásáért. A 2016/17-es tanévben az iskolának összesen 404 tanulója volt, közülük 365-en jártak a központi iskolába.
- A Bartol Kašić középiskolát 1961-ben alapították a daruvári gazdasági iskola keretében. 1964-ben a községi tanács határozata alapján önálló középiskolává alakult. Az iskolában gimnáziumi és szakképzőiskolai oktatás folyik.

## Sport
- Az NK Bilogora ’91 labdarúgóklubot 2011-ben alapították, ma a megyei 2. osztályban szerepel.
- Az RK Ilova kézilabdaklubot 1963-ban alapították. Az 1980-as években nevét Česmára változtatták. A háború után 1993-ban eredeti nevén alapították újra, de ténylegesen csak 2000-től működik.
- A Saša Novalić teniszklubot 1998-ban még Zdenka néven alapították. 2015-ben vette fel az az év márciusában tragikus balesetben elhunyt tagjának a nevét.
- Az ŠK Bilogora ’91 sakk-klubot 1983-ban ŠK Bilogora néven alapították. 1995 óta viseli a mai nevét, mintegy 20 taggal működik.
- Az Otkos 10 bocsaklub 2007-ben alakult. Nevét a honvédő háború térségbeli hadműveletének fedőnevéről vette. A zágrábi 2. ligában szerepel.
- A helyi atlétikai klub jelenleg hat taggal működik, köztük az első horvát paralimpiai bajnok és világcsúcstartó Darko Kraljjal.
- Az ŠK Udica sporthorgászklub az 1960-as évektől működik.

## Egyesületek
A helyi önkéntes tűzoltóegyletet 1887-ben alapították. A tűzoltószerházat 1953 és 1956 között építették fel. 2017-ben tíz helyi tűzoltóegyletből létrehozták a községi tűzoltó egyesületet.

## Fordítás
Ez a szócikk részben vagy egészben  a   Grubišno Polje című horvát Wikipédia-szócikk ezen változatának fordításán alapul.  Az eredeti cikk szerkesztőit annak laptörténete sorolja fel. Ez a jelzés csupán a megfogalmazás eredetét és a szerzői jogokat jelzi, nem szolgál a cikkben szereplő információk forrásmegjelöléseként.